# حسین خیرخواه
حسین خیرخواه با نام واقعی حسین سلطانی (زاده ۱۲۸۸ – درگذشته ۳۰ بهمن ۱۳۴۱) بازیگر و کارگردان تئاتر پیشروی ایران بود.

## زندگی
حسین خیرخواه در ۱۲۸۸ در تهران زاده شد. در هفده سالگی به همراه همشاگردی دیگرش، صادق بهرامی در ۱۳۰۵ خورشیدی راهی کمدی ایران شد.
آغاز فعالیت تئاتری خیرخواه از شرکت در دسته‌های آماتوری تئاتر بود. پس از این دوره برای اولین بار بعنوان بازیگر حرفه‌ای در جمعیت تئآتر ال‌اخوان شروع بکار می‌کند. سپس با کرمانشاهی همکاری داشته و بالاخره در مدت کوتاهی میان هنرپیشگان آنزمان به اوج شهرت می‌رسد و مدیریت تئاتر مرکزی را بعهده می‌گیرد. در آن زمان یعنی در سالهای حدود ۱۳۱۰ شمسی که تئاتر بمعنای جهانی هنوز در ایران دوران جنینی خود را می‌گذرانده‌است، نمایشها از لحاظ تکنیک و سطح هنری چندان قابل ملاحظه نبوده و بیشتر جنبه تفریحی داشته‌است. ریز توار تئاترهای آن زمان نمایشنامه‌هائی از قبیل: امیر ارسلان رومی، وکیل زبردست، پیس‌های درجه دوم مولیر آدابته شده بآب و رنگ محیط ایران یا داستان‌های حماسی که از گنجینه ادبیات فارسی گرفته شده بود مانند: خسرو و شیرین، لیلی و مجنون و غیر مرا تشکیل می‌داد. در واقع این نمایشها نه تئاتر ملی و نه تئاتر اروپائی بلکه تقلید ناقصی از تئاتر اروپائی بود که با سنن غیر اصیل ملی به‌طور سطحی ترکیب یافته بود.

## صحنه تئاتر و رزم زندگی
از آن جمله پی اس‌های مشهور وی می‌توان به "مردم (توپاز مارسل پانیول)، "ولپن" بن جانسن، "میرزا کمال الدین "(تارتوف) مولیر، "تاجر ونیزی" شکسپیر، "روسپی بزرگوار" ژان پل سارتر اشاره کرد. ترجمه و انتشار کتاب "فن تئاتر" در سال ۱۳۲۰ از دیگر فعالیتهای فرهنگی خیرخواه بوده‌است. در مقطعی دیگر از فعالیتهای خود، به عنوان عضو انجمن روابط فرهنگی ایران و اتحاد شوروی به همراه توران مهرزاد و حسن خاشع به عنوان دانشجو و تکمیل تحصیلات راهی مسکو شد. در سفری دیگر به همراه ایرن در یک هیئت رسمی فرهنگی در ۱۳۳۱ از شوروی دیدار کرد. مصطفی اسکویی پی اس "اوژنی گرانده"، برنامه ماقبل آخر تئاتر سعدی را سوغات سفر خیرخواه از اتحاد شوروی عنوان کرده‌است.

## دستگیری و درگذشت
پس از دستگیری برادران یزدی در آلمان شرقی به جرم جاسوسی برای ساواک شماری از ایرانیان ساکن این کشور هم در این رابطه بازداشت شدند. حسین خیرخواه یکی از این افراد بود که چهارماه و نیم از مهر ۱۳۴۰ تا فروردین ۱۳۴۱ را در بازداشت گذراند. او بی خبر از کاری که برادران یزدی انجام می‌دادند از سر دوستی خودرو خویش را در اختیار ایشان قرار داده بود و به همین جهت پس از دستگیری برادران یزدی گرفتار شد اما پس از اثبات بی‌گناهی آزاد شد. لکن پس از آزادی نه تنها از او اعاده حیثیت نشد بلکه مقامات آلمان شرقی تصمیم گرفتند او را به شهر دیگری منتقل کنند. خیرخواه در نامه‌ای که پس از آزادی به نویمن، مسئول دایره روابط خارجی کمیته مرکزی حزب واحد سوسیالیست آلمان می‌نویسد ضمن بیان اتفاقات رخ داده برای او، گله می‌کند که: «به چه علت باید هنگامی که بی‌گناهی‌ام مسلم گشته است، شهر برلین را ترک کرده و در شهر دیگری اقامت گزینم و حیثیت سی ساله‌ام را به باد دهم؟» و اعلام می‌دارد که ترک برلین موجب ناراحتی عصبی و ناآرامی دائمی او خواهد شد که بی‌شک به مرگ او منتهی می‌شود.
 مدت کوتاهی پس از این نامه حسین خیرخواه در روز ۳۰ بهمن ۱۳۴۱ در سن ۵۳ سالگی در برلین، درگذشت.